# Питай БНТ
„Питай БНТ“ е авторски формат на Българската национална телевизия, стартирал на 20 април 2020 година. Предаването има за цел да отговори на въпросите на хората във връзка с пандемията от COVID-19. Първоначално, темите в епизодите са строго конкретизирани около коронавируса, но постепенно по-голям и по-голям кръг от наболели въпроси биват дискутирани.
Предаването стартира с водещи Нора Шопова и Драго Драганов, но впоследствие водеща е Мира Добрева. Освен титуляр, в предаването участват и експерти. Последното му издание е излъчено на 10 юни 2021 година.